# Wolffkran

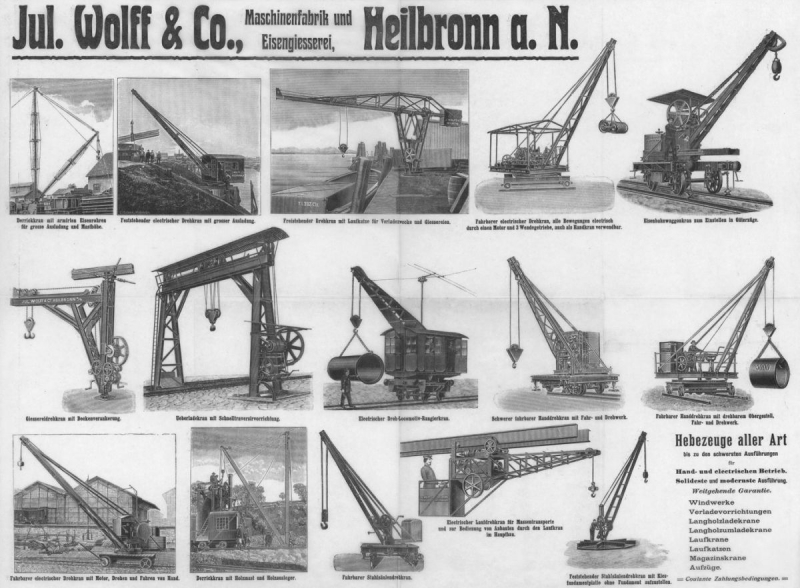
Werbeblatt (etwa 1910)

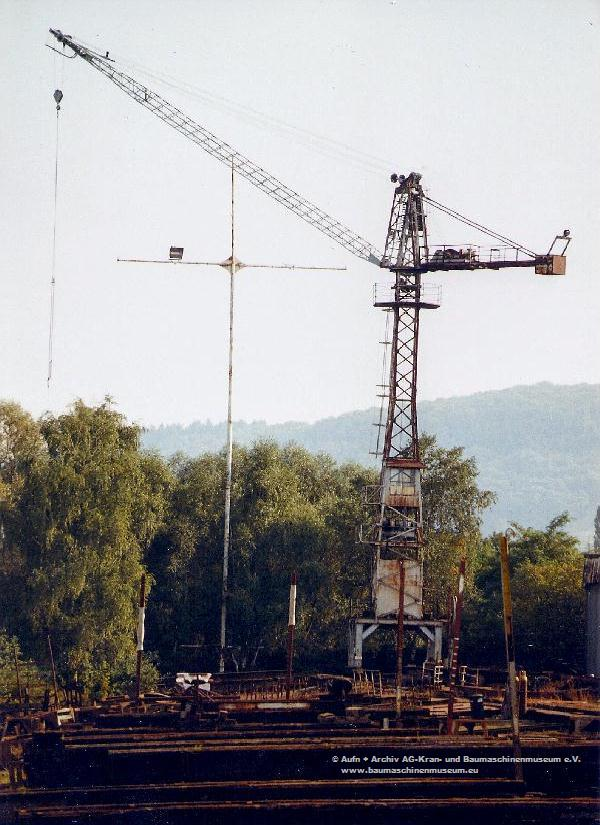
Wolff Ur-Baukran, Museumskran der AG-KBM

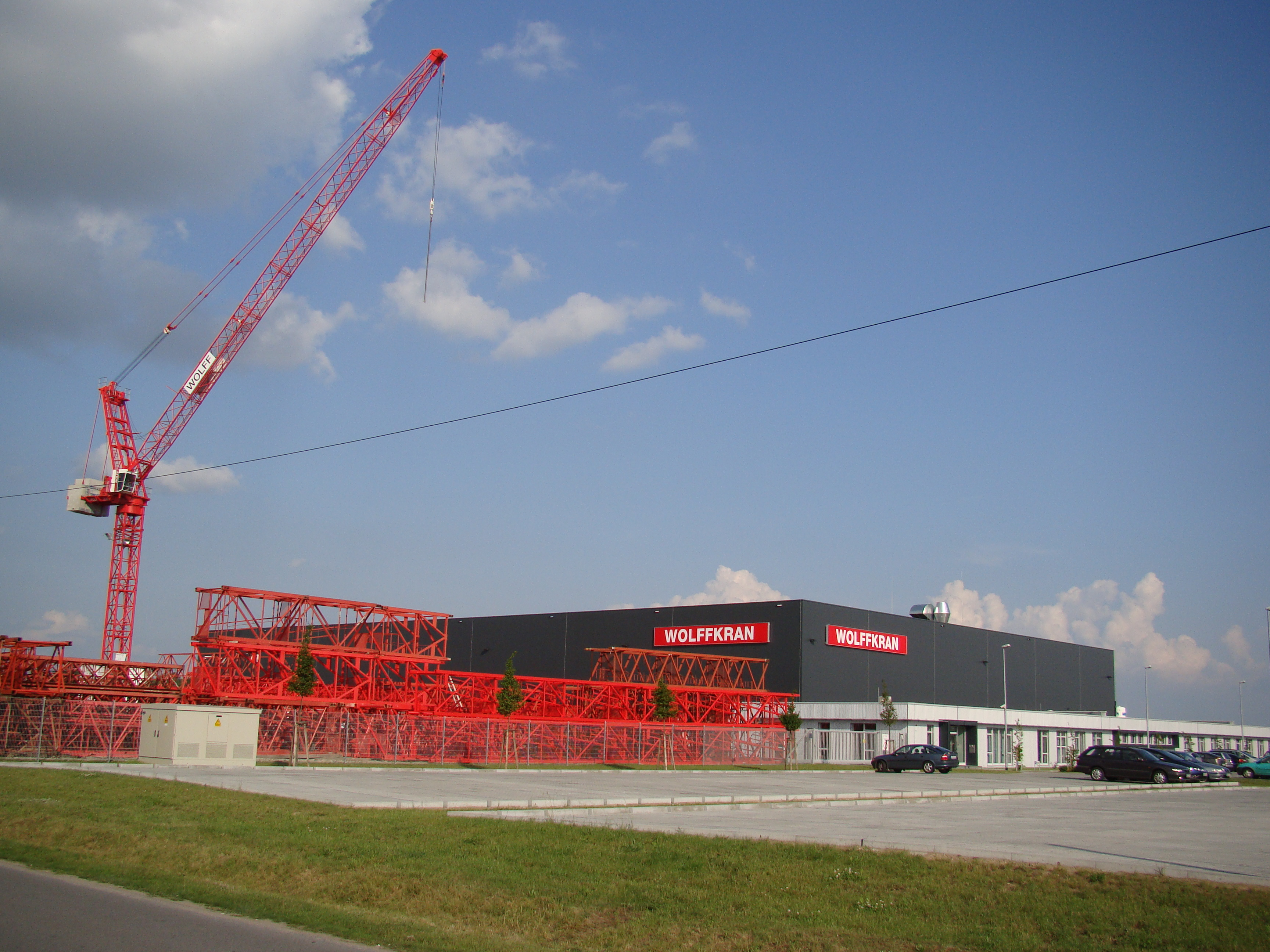
Wolffkran-Werk Luckau (Brandenburg)

Wolffkran (eigene Schreibweise WOLFFKRAN) ist ein Turmdrehkran-Hersteller und -Vermieter mit Sitz in Baar, Kanton Zug, Schweiz.
Das 1854 in Heilbronn, BaWü gegründete Unternehmen wuchs in seiner über 150-jährigen Geschichte zu einem international tätigen Konzern, der heute seinen Hauptsitz und Vertrieb in der Schweiz hat. Die Firmenzentrale der seit 2005 in Baar ansässigen Wolffkran Holding AG befindet sich in Zug. Die Produktionsstandorte befinden sich in Heilbronn und Luckau. Über die Grenzen von Deutschland und der Schweiz hinaus ist Wolffkran in Belgien, den Niederlanden, Frankreich, im Vereinigten Königreich, dem Mittleren Osten sowie in Nordamerika tätig.

## Geschichte

### Familie Wolff
Friedrich August Wolff
Der Gründer der Firma war der Heilbronner Zinnwarenfabrikant und Obermeister des Zinngießerhandwerks, Friedrich August Wolff (1799–1859). Im Jahre 1854 wagte Friedrich August Wolff den Griff nach einem anderen Metall – dem Eisen. Mit dem ersten Abstich von Eisenguss kann der 19. August 1854 als der Gründungstag der späteren Firma Julius Wolff & Co., GmbH angesehen werden. Ein von Friedrich August Wolff gefertigter Zinnbecher wird im Haus der Stadtgeschichte in Heilbronn ausgestellt.
Nachkommen
Nach Friedrich August Wolffs Tod 1858 wurde das Werk zwischen seinen beiden Söhnen aufgeteilt: Der ältere Sohn Karl Friedrich Wolff führte die Zinngießerei und die Fabrikation chemischer und pharmazeutischer Apparate fort; während der jüngere Sohn Julius Wolff die Eisengießerei und mechanische Werkstätte übernahm. Julius Wolffs Schwiegersohn Eduard Hilger hatte im Dritten Reich Schwierigkeiten, da er als „Mischling“ galt. Unter anderem kam es 1941 zum Verlust von Grundstücksparzellen in Heilbronn-Sontheim und zu einer Verlegung der Firma Kranen-Wolff, weshalb Helga und Joachim Hilger in der Nachkriegszeit Rückerstattungsansprüche stellten.

### Firma Jul. Wolff & Co.
Die Firma Jul. Wolff & Co. widmete sich dem allgemeinen Maschinenbau. Es entstanden große, individuell gefertigte Teile sowie kleine Werkstücke in Massen. Das Produktionsprogramm umfasste Dampfmaschinen, Straßen- und Gartenwalzen, Turbinenräder, Kalander zur Papierfabrikation, Werkzeuge, Kanalisationsteile und Gehwegrinnen, aber auch Schiffspoller, Brückengeländer, Laternenmasten und Ketten aller Art.
Zu den frühen Zulieferern zählte die Heilbronner Kunstschmiede von August Stotz, die Eisenkonstruktionen für Schacht- und Aufzuggerüste fertigte.
1913 stellte Wolff auf der Leipziger Messe den ersten schnell montierbaren und fahrbaren Turmdrehkran mit Wippausleger der Welt vor. Die Firma erhielt von der Messe für „ihre technische Glanzleistung zum Ruhme des Vaterlands“ eine Goldmedaille.
1938 bildete der Kranbau den mittlerweile wichtigsten Geschäftszweig des Unternehmens. Der Name Wolffkran wurde eingeführt. Dank ihrer universellen Bauart fanden die Hebezeuge aus Heilbronn neben dem Hoch- und Tiefbau auf Lagerplätzen von Bau- und Stahlunternehmen, Sägewerken, Steinbrüchen sowie als Verladekrane in Häfen und auf Werften Verwendung.
1953 gliederte der Schwiegersohn des letzten Namensträgers Wolff, Eduard Hilger, das Unternehmen der Maschinenfabrik Augsburg-Nürnberg (MAN) an.
1954 schloss Wolffkran eine Partnerschaft mit MAN, die sich im November 1953 mit 51 Prozent an der Julius Wolff & Co. GmbH beteiligte.
1963 entwickelte Wolffkran die Schlagbolzenverbindung. Anstatt die Turmelemente miteinander zu verschrauben oder zu vernieten, steckt man sie bei diesem Verfahren ineinander, schiebt Schlagbolzen in die vorgesehenen Ausbohrungen und sichert diese mit Splinten oder Federsteckern. Diese sichere Bolzenverbindung lässt sich einfach demontieren.
1973 führte Wolffkran das Baukastensystem ein, dessen Komponenten jeweils den für den Einsatzzweck optimalen Kran ergeben. Der Turm wird in der benötigten Höhe aus einzelnen Turmelementen zusammengesetzt und auch die Auslegerlänge lässt sich durch weitere Komponenten verändern.
1977 erhöhte MAN seine Anteile auf 100 %, aus der Julius Wolff & Co. GmbH wurde MAN Wolffkran.
1989 setzte Wolffkran als erster Turmdrehkranhersteller einen Frequenzumrichter-geregelten Hubwerksantrieb ein.
1995 folgte der erste Wippkran mit elektronischem Innenleben. Als neueste Variante der B-Serie wurde der WOLFF 100 B präsentiert, der im einfachen Seilstrang eine maximale Tragkraft von 3 Tonnen aufweist.
2005 wurden Hans-Peter Koller und Peter Schiefer die neuen Eigentümer von Wolffkran. Der Sitz der Wolffkran AG wurde nach Zug in die Schweiz verlegt.
2008 wurde die Wolffkran Werk Brandenburg GmbH in Luckau als zweite Produktionsstätte neben dem Heilbronner Werk eröffnet.
Ab 2017 agiert Wolffkran als Sponsor der Wolffkran Open in Ismaning.
2019 Duncan Salt wird CEO bei WOLFFKRAN. Dr. Peter Schiefer bleibt Delegierter des Verwaltungsrats.

## Produktpalette
- Laufkatzkrane  WOLFF clear Krane (spitzenlose)   WOLFF cross Krane (mit klassischer Spitze)
- Wippkrane
- Systemkomponenten